# 10 найкращих американських фільмів у 10 класичних жанрах за версією AFI
Список 10 найкращих американських фільмів у 10 класичних жанрах за версією AFI (англ. AFI's 10 Top 10) входить до циклу «AFI 100 Years…» і містить найкращі американські фільми за останні сто років у 10 класичних жанрах, за версією Американського інституту кіномистецтва (AFI).
Список було оголошено 17 червня 2008 року у спеціальній телепередачі на каналі CBS десятьма відомими діячами кіно. Переможців, з 500 номінованих фільмів (50 на кожен жанр), обирало журі, до складу якого увійшли 1500 представників галузі мистецтва: режисери, сценаристи, актори, оператори, критики та історики.
Найуспішнішими виявилися фільми режисера Альфреда Хічкока, їх в списку чотири, а також Стівена Спілберга і Стенлі Кубрика — по три фільми кожного. Щодо акторів, то у списку найбільше представлено картин за участю Джеймса Стюарта (6) і Дайани Кітон (4).

## 10 найкращих анімаційних фільмів
Дженніфер Лав Г'юїтт оголошувала список десяти найкращих анімаційних фільмів, жанр яких AFI визначив, як «фільми, зображення яких створене, переважно, за допомогою комп'ютера або вручну, а персонажі озвучені акторами».
| Місце | Назва фільму                 | Рік  | Режисер                                           | Кіностудія                  |
| ----- | ---------------------------- | ---- | ------------------------------------------------- | --------------------------- |
| 1     | «Білосніжка і семеро гномів» | 1937 | Девід Хенд                                        | Walt Disney Pictures        |
| 2     | «Піноккіо»                   | 1940 | Бен Шарпстін, Гамільтон Ласкі                     | Walt Disney Pictures        |
| 3     | «Бембі»                      | 1942 | Девід Генд                                        | Walt Disney Pictures        |
| 4     | «Король Лев»                 | 1994 | Роджер Аллерс, Роб Мінкофф                        | Walt Disney Pictures        |
| 5     | «Фантазія»                   | 1940 | Семюель Армстронг та інші                         | Walt Disney Pictures        |
| 6     | «Історія іграшок»            | 1995 | Джон Лассетер                                     | Walt Disney Pictures, Pixar |
| 7     | «Красуня і чудовисько»       | 1991 | Гарі Труздейл, Кірк Уайз                          | Walt Disney Pictures        |
| 8     | «Шрек»                       | 2001 | Ендрю Адамсон, Вікі Дженсон                       | DreamWorks                  |
| 9     | «Попелюшка»                  | 1950 | Клайд Джеронімі, Гамільтон Ласкі, Вілфред Джексон | Walt Disney Pictures        |
| 10    | «У пошуках Немо»             | 2003 | Ендрю Стентон                                     | Walt Disney Pictures, Pixar |

## 10 найкращих вестернів
Клінт Іствуд оголосив найкращі американські вестерни, до яких Американський інститут кіномистецтва відніс «фільми, події у яких відбуваються на Дикому Заході, що є уособленням духу, боротьби і кінця нового кордону».
| Місце | Назва фільму                | Рік  | Режисер                    | Кіностудія         |
| ----- | --------------------------- | ---- | -------------------------- | ------------------ |
| 1     | «Шукачі»                    | 1956 | Джон Форд                  | Warner Brothers    |
| 2     | «Рівно опівдні»             | 1952 | Фред Циннеманн             | United Artists     |
| 3     | «Шейн»                      | 1953 | Джордж Стівенс             | Paramount Pictures |
| 4     | «Непрощенний»               | 1992 | Клінт Іствуд               | Warner Brothers    |
| 5     | «Червона ріка»              | 1948 | Говард Хоукс, Артур Россон | United Artists     |
| 6     | «Дика банда»                | 1969 | Сем Пекінпа                | Warner Brothers    |
| 7     | «Буч Кессіді і Санденс Кід» | 1969 | Джордж Рой Хілл            | 20th Century Fox   |
| 8     | «Маккейб і місіс Міллер»    | 1971 | Альтман Роберт             | Warner Brothers    |
| 9     | «Диліжанс»                  | 1939 | Джон Форд                  | United Artists     |
| 10    | «Кет Баллу»                 | 1965 | Елліот Сілверстайн         | Columbia Pictures  |

## 10 найкращих гангстерських фільмів
Гангстерські фільми представляв Квентін Тарантіно, в яких, за версією AFI, «основною темою є організована злочинність або окремі злочинці у XX столітті».
| Місце | Назва фільму        | Рік  | Режисер                     | Кіностудія         |
| ----- | ------------------- | ---- | --------------------------- | ------------------ |
| 1     | «Хрещений батько»   | 1972 | Френсіс Форд Коппола        | Paramount Pictures |
| 2     | «Славні хлопці»     | 1990 | Мартін Скорсезе             | Warner Brothers    |
| 3     | «Хрещений батько 2» | 1974 | Френсіс Форд Коппола        | Paramount Pictures |
| 4     | «Білий гарт»        | 1949 | Рауль Волш                  | Warner Brothers    |
| 5     | «Бонні і Клайд»     | 1967 | Артур Пенн                  | Warner Brothers    |
| 6     | «Обличчя зі шрамом» | 1932 | Говард Гоукс, Річард Россон | United Artists     |
| 7     | «Кримінальне чтиво» | 1994 | Квентін Тарантіно           | Miramax Films      |
| 8     | «Ворог суспільства» | 1931 | Вільям Веллман              | Warner Brothers    |
| 9     | «Маленький Цезар»   | 1931 | Мервін Лерой                | Warner Brothers    |
| 10    | «Обличчя зі шрамом» | 1983 | Браян Де Пальма             | Universal Pictures |

## 10 найкращих судових драм
Судові драми оголосив Джеймс Вудс, жанр яких AFI визначив, як «фільми, головною темою яких є система правосуддя».
| Місце | Назва фільму               | Рік  | Режисер         | Кіностудія                        |
| ----- | -------------------------- | ---- | --------------- | --------------------------------- |
| 1     | «Вбити пересмішника»       | 1962 | Роберт Малліган | Universal Pictures                |
| 2     | «12 розгніваних чоловіків» | 1957 | Сідні Люмет     | United Artists                    |
| 3     | «Крамер проти Крамера»     | 1979 | Роберт Бентон   | Columbia Pictures                 |
| 4     | «Вердикт»                  | 1982 | Сідні Люмет     | 20th Century Fox                  |
| 5     | «Кілька хороших хлопців»   | 1992 | Роб Райнер      | Columbia Pictures                 |
| 6     | «Свідок обвинувачення»     | 1957 | Біллі Вайлдер   | United Artists                    |
| 7     | «Анатомія вбивства»        | 1959 | Отто Премінгер  | Columbia Pictures                 |
| 8     | «Холоднокровне вбивство»   | 1967 | Річард Брукс    | Columbia Pictures                 |
| 9     | «Крик у темряві»           | 1988 | Фред Скепісі    | Warner Brothers, The Cannon Group |
| 10    | «Нюрнберзький процес»      | 1961 | Стенлі Крамер   | United Artists                    |

## 10 найкращих романтичних комедій
Джессіка Альба оголосила найкращі романтичні комедії — фільми, у яких, за визначенням AFI, «перебіг романтичних відносин призводить до виникнення комічних ситуацій».
| Місце | Назва фільму                | Рік  | Режисер        | Кіностудія          |
| ----- | --------------------------- | ---- | -------------- | ------------------- |
| 1     | «Вогні великого міста»      | 1931 | Чарлі Чаплін   | United Artists      |
| 2     | «Енні Холл»                 | 1977 | Вуді Аллен     | United Artists      |
| 3     | «Це сталося якось вночі»    | 1934 | Френк Капра    | Columbia Pictures   |
| 4     | «Римські канікули»          | 1953 | Вільям Вайлер  | Paramount Pictures  |
| 5     | «Філадельфійська історія»   | 1940 | Джордж К'юкор  | Metro-Goldwyn-Mayer |
| 6     | «Коли Гаррі зустрів Саллі»  | 1989 | Роб Райнер     | Columbia Pictures   |
| 7     | «Ребро Адама»               | 1949 | Джордж К'юкор  | Metro-Goldwyn-Mayer |
| 8     | «У владі Місяця»            | 1987 | Норман Джуїсон | Metro-Goldwyn-Mayer |
| 9     | «Гарольд і Мод»             | 1971 | Гел Ешбі       | Paramount Pictures  |
| 10    | «Ті, що не сплять у Сієтлі» | 1993 | Нора Ефрон     | TriStar Pictures    |

## 10 найкращих фільмів про спорт
Куба Гудінг представив найкращі фільми про спорт, до цього жанру, за визначенням AFI, належать «картини, у яких головні герої займаються спортом або беруть участь у змаганнях».
| Місце | Назва фільму               | Рік  | Режисер         | Кіностудія          |
| ----- | -------------------------- | ---- | --------------- | ------------------- |
| 1     | «Скажений бик»             | 1980 | Мартін Скорсезе | United Artists      |
| 2     | «Роккі»                    | 1976 | Джон Евілдсен   | United Artists      |
| 3     | «Гордість янкі»            | 1942 | Сем Вуд         | RKO Pictures        |
| 4     | «Команда зі штату Індіана» | 1986 | Девід Анспо     | Orion Pictures      |
| 5     | «Даргемський бик»          | 1988 | Рон Шелтон      | Orion Pictures      |
| 6     | «Більярдист»               | 1961 | Роберт Россен   | 20th Century Fox    |
| 7     | «Гольф-клуб»               | 1980 | Гарольд Реміс   | Warner Brothers     |
| 8     | «Йдучи у відрив»           | 1979 | Пітер Йетс      | 20th Century Fox    |
| 9     | «Національний оксамит»     | 1944 | Кларенс Браун   | Metro-Goldwyn-Mayer |
| 10    | «Джеррі Магвайер»          | 1996 | Кемерон Кроу    | TriStar Pictures    |

## 10 найкращих науково-фантастичних фільмів
Сігурні Вівер представила науково-фантастичні фільми, до яких Американським інститутом кіномистецтва було віднесено «картини наукового або технологічного змісту, з вигаданою реальністю».
| Місце | Назва фільму                          | Рік  | Режисер         | Кіностудія                          |
| ----- | ------------------------------------- | ---- | --------------- | ----------------------------------- |
| 1     | «Космічна одіссея 2001 року»          | 1968 | Стенлі Кубрик   | Metro-Goldwyn-Mayer                 |
| 2     | «Зоряні війни. Епізод IV. Нова надія» | 1977 | Джордж Лукас    | 20th Century Fox                    |
| 3     | «Іншопланетянин»                      | 1982 | Стівен Спілберг | Universal Studios                   |
| 4     | «Механічний апельсин»                 | 1971 | Стенлі Кубрик   | Warner Brothers                     |
| 5     | «День, коли Земля зупинилась»         | 1951 | Роберт Вайз     | 20th Century Fox                    |
| 6     | «Той, хто біжить по лезу»             | 1982 | Рідлі Скотт     | Warner Brothers                     |
| 7     | «Чужий»                               | 1979 | Рідлі Скотт     | 20th Century Fox                    |
| 8     | «Термінатор 2: Судний день»           | 1991 | Джеймс Кемерон  | TriStar Pictures                    |
| 9     | «Вторгнення викрадачів тіл»           | 1956 | Дон Сігел       | Allied Artists Pictures Corporation |
| 10    | «Назад у майбутнє»                    | 1985 | Роберт Земекіс  | Universal Pictures                  |

## 10 найкращих фільмів фентезі
Шон Астін оголошував десять найкращих фільмів фентезі, у яких, за визначенням AFI, «персонажі діють в уявному світі та/або потрапляють у ситуації, що виходять за рамки реального світу».
| Місце | Назва фільму                        | Рік  | Режисер                    | Кіностудія          |
| ----- | ----------------------------------- | ---- | -------------------------- | ------------------- |
| 1     | «Чарівник країни Оз»                | 1939 | Віктор Флемінг             | Metro-Goldwyn-Mayer |
| 2     | «Володар перснів: Хранителі Персня» | 2001 | Пітер Джексон              | New Line Cinema     |
| 3     | «Це дивовижне життя»                | 1946 | Френк Капра                | RKO Radio Pictures  |
| 4     | «Кінг-Конг»                         | 1933 | Меріан Купер, Ернст Шодсак | RKO Radio Pictures  |
| 5     | «Диво на 34-й вулиці»               | 1947 | Джордж Сітон               | 20th Century Fox    |
| 6     | «Поле його мрії»                    | 1989 | Філ Олден Робінсон         | Universal Studios   |
| 7     | «Гарві»                             | 1950 | Генрі Костер               | Universal Studios   |
| 8     | «День бабака»                       | 1993 | Гарольд Раміс              | Columbia Pictures   |
| 9     | «Багдадський злодій»                | 1924 | Рауль Волш                 | United Artists      |
| 10    | «Великий»                           | 1988 | Пенні Маршалл              | 20th Century Fox    |

## 10 найкращих детективних фільмів
Гебріел Бірн оголосив десятку найкращих детективних фільмів, у яких, за визначенням AFI, «події розгортаються навколо теми розкриття злочину».
| Місце | Назва фільму                       | Рік  | Режисер          | Кіностудія                        |
| ----- | ---------------------------------- | ---- | ---------------- | --------------------------------- |
| 1     | «Запаморочення»                    | 1958 | Альфред Хічкок   | Paramount Pictures                |
| 2     | «Китайський квартал»               | 1974 | Роман Полянський | Paramount Pictures                |
| 3     | «Вікно у двір»                     | 1954 | Альфред Хічкок   | Paramount Pictures                |
| 4     | «Лора»                             | 1944 | Отто Премінгер   | 20th Century Fox                  |
| 5     | «Третя людина»                     | 1949 | Керол Рід        | Selznick International Pictures   |
| 6     | «Мальтійський сокіл»               | 1941 | Джон Х'юстон     | Warner Brothers                   |
| 7     | «На північ через північний захід»  | 1959 | Альфред Хічкок   | Metro Goldwyn Mayer               |
| 8     | «Синій оксамит»                    | 1986 | Девід Лінч       | De Laurentiis Entertainment Group |
| 9     | «У випадку вбивства набирайте «М»» | 1954 | Альфред Хічкок   | Warner Brothers                   |
| 10    | «Звичайні підозрювані»             | 1995 | Браян Сінгер     | Gramercy Pictures                 |

## 10 найкращих епічних фільмів
Десять епічних фільмів оголосив Кірк Дуґлас, до цього жанру, за визначенням AFI, належать «масштабні фільми з кінематографічною інтерпретацією минулих подій; їх масштаби вражають і кидають виклик — або ж тим, як вони представлені, або ж охопленим часовим проміжком».
| Місце | Назва фільму                   | Рік  | Режисер            | Кіностудія                      |
| ----- | ------------------------------ | ---- | ------------------ | ------------------------------- |
| 1     | «Лоуренс Аравійський»          | 1962 | Девід Лін          | Columbia Pictures               |
| 2     | «Бен-Гур»                      | 1959 | Вільям Вайлер      | Metro-Goldwyn-Mayer             |
| 3     | «Список Шиндлера»              | 1993 | Стівен Спілберг    | Universal Pictures              |
| 4     | «Звіяні вітром»                | 1939 | Віктор Флемінг     | Selznick International Pictures |
| 5     | «Спартак»                      | 1960 | Стенлі Кубрик      | Universal Pictures              |
| 6     | «Титанік»                      | 1997 | Джеймс Кемерон     | 20th Century Fox                |
| 7     | «На західному фронті без змін» | 1930 | Льюїс Майлстоун    | Universal Pictures              |
| 8     | «Врятувати рядового Раяна»     | 1998 | Стівен Спілберг    | DreamWorks                      |
| 9     | «Червоні»                      | 1981 | Воррен Бітті       | Paramount Pictures              |
| 10    | «Десять заповідей»             | 1956 | Сесіль Б. Де Мілль | Paramount Pictures              |

## Критерії
- Повнометражний ігровий фільм: фільм повинен бути зазвичай понад 60 хвилин.
- Американське кіно: фільм має бути англійською мовою зі значним творчим та/або фінансовим внеском із Сполучених Штатів.
- Визнання критиків: картина отримала схвальні відгуки у друкованих, телевізійних та цифрових медіа.
- Лауреат головних премій: фільм має відзнаки професійних заходів, зокрема нагороди критиків, гільдій, об'єднань та провідних кінофестивалів.
- Популярність у часі: оцінюється за показниками успішності прокату, трансляцій на телебаченні, продажів та оренди DVD-дисків.
- Історичне значення: внесок фільму до історії кінематографу завдяки його візуальним ефектам, технічним інноваціям або ж іншим новаторським досягненням.
- Культурний вплив: вплив фільму на американське суспільство у тому, що стосується стилю та змісту.